# プラータ・ダンシドーニア
プラータ・ダンシドーニア（イタリア語: Prata d'Ansidonia）は、イタリア共和国アブルッツォ州ラクイラ県にある、人口約500人の基礎自治体（コムーネ）。

## 地理

### 位置・広がり

#### 隣接コムーネ
隣接するコムーネは以下の通り。
- バリシャーノ
- カポルチャーノ
- ファニャーノ・アルト
- サン・デメトリオ・ネ・ヴェスティーニ
- サン・ピーオ・デッレ・カーメレ